# Saint-Perreux
Saint-Perreux (tiếng Breton: Sant-Pereg) là một xã ở tỉnh Morbihan trong vùng Bretagne ở tây bắc Pháp, được đặt tên theo một nhà sư Wales Saint Petroc.
Sông Arz tạo thành phần lớn ranh giới phía tây và tây nam, sau đó chảy vào sông Oust, sông tạo thành ranh giới phía đông của xã.
Cư dân của Saint-Perreux danh xưng trong tiếng Pháp là Perrusiens hoặc Perreusiens.